# 艾哈邁德·希爾米
艾哈邁德·希爾米（英語：Ahmed Helmy，1969年11月18日—），埃及男演员。他来自一个逊尼派家庭。希爾米以他的机智和喜剧风格为名，也曾担任阿拉伯一叮秀的评判。他较为知名的演出有2010年電影《埃及小子回国记》（Assal Eswed)。除此之外，希爾米也是联合国儿童基金会的埃及大使。